# Mesoligia semicretacea
Mesoligia semicretacea là một loài bướm đêm trong họ Noctuidae.